# Hannah Nuttall
Hannah Nuttall (7 luglio 1997) è una mezzofondista britannica.

## Biografia
I suoi genitori sono i mezzofondisti John Nuttall ed Alison Wyeth; anche suo fratello Luke Nuttall è un mezzofondista paralimpico, nella categoria T46.

## Palmarès
| Anno | Manifestazione    | Sede      | Evento          | Risultato | Prestazione | Note                          |
| ---- | ----------------- | --------- | --------------- | --------- | ----------- | ----------------------------- |
| 2015 | Mondiali di cross | Guiyang   | Corsa U20       | 45ª       | 22'23"      |                               |
| 2015 | Mondiali di cross | Guiyang   | A squadre       |           |             |                               |
| 2019 | Europei di cross  | Lisbona   | Corsa U23       | 31ª       | 22'28"      |                               |
| 2019 | Europei di cross  | Lisbona   | A squadre       | Bronzo    | 40 p.       |                               |
| 2021 | Europei di cross  | Dublino   | Staffetta mista | Oro       | 18'01"      |                               |
| 2023 | Europei indoor    | Istanbul  | 3000 m piani    | 5ª        | 8'46"30     | Miglior prestazione personale |
| 2024 | Mondiali indoor   | Glasgow   | 3000 m piani    | 12ª       | 8'46"30     |                               |
| 2024 | Europei           | Roma      | 5000 m piani    | 10ª       | 8'48"24     |                               |
| 2025 | Europei indoor    | Apeldoorn | 3000 m piani    | 6ª        | 8'54"60     |                               |

## Campionati nazionali
2014
- Argento ai campionati britannici under-20, 3000 m piani - 9'28"62
- 8ª ai campionati britannici under-20, 1500 m piani - 4'30"52

2015
- 8ª ai campionati britannici indoor, 3000 m piani - 9'28"82

2017
- Eliminata in batteria ai campionati britannici, 1500 m piani - 4'19"39

2020
- Bronzo ai campionati britannici, 3000 m siepi - 10'25"43

2022
- 4ª ai campionati britannici, 1500 m piani - 4'20"25

2023
- Argento ai campionati britannici indoor, 3000 m piani - 8'50"85

2024
- Oro ai campionati britannici, 5000 m piani - 15'13"70
- Argento ai campionati britannici indoor, 3000 m piani - 9'01"94

2025
- Oro ai campionati britannici, 5000 m piani - 15'46"90
- Oro ai campionati britannici indoor, 3000 m piani - 8'49"49

## Altre competizioni internazionali
2023
- Argento nella Prima Divisione degli Europei a squadre ( Chorzów), 5000 m piani - 15'29"49
- 9ª all'ISTAF Berlin ( Berlino), 5000 m piani - 15'16"92

2024
- 14ª all'Herculis ( Monaco), 5000 m piani - 15'37"21